# Оршанець
Орша́нець — селище в Україні (на території якого знаходиться військове містечко, навчальний центр Державної прикордонної служби України), підпорядковане Черкаській міській громаді. Населення становить 1125 осіб.
|  | ...Президія Верховної Ради України постановляє: Присвоїти новозбудованому населеному пункту Соснівської районної Ради народних депутатів міста Черкаси Черкаської області найменування селище Оршанець. Голова Верховної Ради України І.ПЛЮЩ м. Київ, 15 червня 1992 року... |

Очільником Навчального центру підготовки молодших спеціалістів Державної прикордонної служби України м. Черкаси в селищі Оршанець був Ігор Момот — генерал-майор Державної прикордонної служби України, учасник російсько-української війни (загинув 11 липня 2014 року під Зеленопіллям на Луганщині).
З 2012 року на території Навчального центру розташований Центральний музей Державної прикордонної служби України.

## Населення
За переписом населення України 2001 року в селищі мешкало 795 осіб.

### Мовний склад
Рідна мова населення за даними перепису 2001 року:
| Мова       | Чисельність, осіб | Доля     |
| ---------- | ----------------- | -------- |
| Українська | 660               | 83,02 %  |
| Російська  | 119               | 14,97 %  |
| Інше       | 16                | 2,01 %   |
| Разом      | 795               | 100,00 % |